# Ponto de exclamação
O ponto de exclamação ou ponto de admiração (!), é um sinal de pontuação normalmente utilizado após uma interjeição ou no fim de uma frase. É usado para indicar uma expressão, uma enfatização de alguma coisa, ou para a identificação de sentimentos fortes ou de volume alto (gritos), e tem a função de representar, por escrita, a entonação de exclamação de um enunciado.

## História

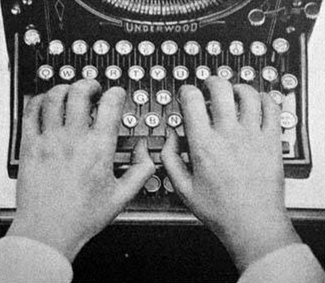
Os teclados de máquinas de escrever antigos não possuíam o ponto de exclamação.

Além da teoria de ter sido criada por Aristófanes (ver acima), segundo historiadores, existe uma teoria de sua origem em que o ponto de exclamação deriva da exclamação de alegria latina iō.
O ponto de exclamação foi introduzido na impressão inglesa pela primeira vez no século XV, para indicar ênfase, e era denominado como "sinal de admiração ou de exclamação". Na ortografia alemã e na brasileira, a exclamação surgiu na primeira impressão de suas respectivas Bíblias (Alemanha: 1797; Brasil: 1748). O ponto de exclamação também era denominado como "ponto de admiração" até o século XVII, referindo á definição latina.
O sinal de exclamação não tinha sua própria tecla nas máquinas de escrever manuais antes de 1970. Portanto, para introduzi-lo nas impressões, se aplicava um período, seguido por um espaço, e depois um apóstrofo. Em 1950, o ponto de exclamação foi batizado como "Bang", e foi utilizada em diversas HQs representando, em balões de diálogo, uma arma sendo utilizada. A primeira publicação em que o ponto de exclamação está presente é no livro "O Catecismo de Edward VI", publicado em Londres em 1553.

## Gírias e outros nomes

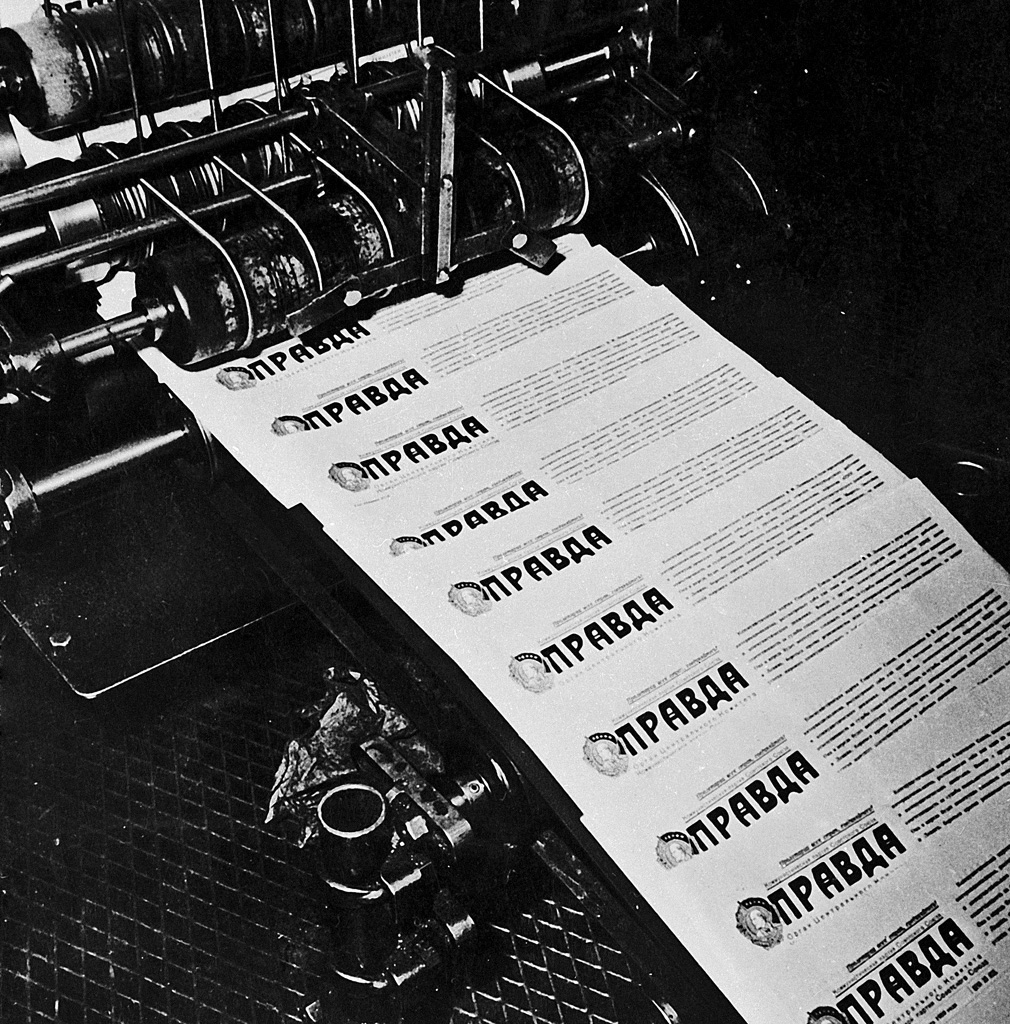
No mundo da impressão, o ponto de exclamação é chamado de grito.

Esse sinal de pontuação é chamado, no mundo da impressão, de grito e de chamativo.
Na cultura hacker, o ponto de exclamação é chamado de "bang", "grito", ou, na gíria britânica conhecida como "Commonwealth hackish", "pling". Por exemplo, uma senha aleatória digitada é "bê-zero-pling-a", ou seja, b0!a.

## Ortografia
Um sinal de pontuação que tem natureza eminentemente literária, e deve ser usado em textos jornalísticos parcimoniosamente. Enfatiza as seguintes emoções:
- surpresa
- espanto
- arrebatamento
- entusiasmo
- cólera
- dor

Na sinalética de trânsito, o ponto de exclamação significa perigo.

Adicionado ao ponto de interrogação, reforça simultaneamente dúvida, surpresa, e até descontentamento ("quê?!"). Também é usado após:
- Imperativo
- Interjeição
- vocativo

## Origem
A hipótese mais provável é que esse sinal tenha surgido da junção de letras da palavra io ("exclamação de alegria", em latim). Escrevendo com o i em cima do o, formando aquilo que viria depois a ser o ponto de exclamação.

## Matemática
Factorial - notação que significa a multiplicação de número natural, diferente de zero, por todos seus antecessores.
Exemplo: 5! = 5 x 4 x 3 x 2 x 1 (diz-se "cinco fatorial" ou "fatorial de cinco", cujo resultado será 120).

## Xadrez
No xadrez, o símbolo !! é usado para comentar partidas e significa "lance brilhante".